# Friagem
Friagem é a queda brusca de temperatura, com ventos razoavelmente frios. Pode acontecer mais de uma vez na Amazônia Ocidental, de maio a agosto. O fenômeno climático é uma consequência da entrada das massas de ar polar atlântica, por meio das bacias hidrográficas do Prata e do Paraguai, quando recebe o ar frio das regiões de clima temperado da América do Sul. Dura entre três e quatro dias.
Em novembro de 2022, uma friagem de forte intensidade, seguida por uma massa de ar de origem polar, teve deslocamento passando por Mato Grosso, Goiás, o centro-sul do Mato Grosso do Sul, Amazonas e Acre, vinda do sul e do sudeste do Brasil. Algo muito raro, já que normalmente essa mudança ocorre em setembro. Porém, este ano, a chegada do inverno amazônico atrasou e o verão foi muito longo (maio até setembro).

## Exemplos

### Julho do ano de 1975
| Cidade      | Unidade Federativa | Temperatura mín. | Referências |
| ----------- | ------------------ | ---------------- | ----------- |
| Rio Branco  | Acre               | 6,0 °C           | [ 4 ]       |
| Porto Velho | Rondônia           | 7,4 °C           | [ 4 ]       |
| Manaus      | Amazonas           | 17,8 °C          | [ 4 ] [ 5 ] |